# The Rolling Stones UK Tour 1971
Dwudziesta szósta trasa koncertowa w historii brytyjskiej grupy The Rolling Stones.

## Historia
The Rolling Stones od jesieni 1966 roku nie koncertowali w swej ojczyźnie. W dniu pierwszego koncertu ogłosili, że stali się uchodźcami podatkowymi i wyprowadzają się na południe Francji krótko po zakończeniu tej błyskawicznej trasy. Na dowód tego niech świadczy fakt, że każdego dnia (poza 13 marca) zagrali dwa koncerty.  Kilka koncertów zostało nagrane przez załogę zespołu, a występ w Leeds był pokazywany w BBC. Poza tym Nicky Hopkins zastąpił Iana Stewarta w roli klawiszowca.

## The Rolling Stones
Zespół
- Mick Jagger - śpiew, harmonijka
- Keith Richards - gitara, wokal wspierający
- Mick Taylor - gitara
- Bill Wyman - gitara basowa
- Charlie Watts - perkusja

Dodatkowi muzycy
- Nicky Hopkins - fortepian
- Bobby Keys - saksofon
- Jim Price - puzon

## Repertuar koncertów
1. "Jumpin' Jack Flash"
2. "Live With Me"
3. "Dead Flowers"
4. "Stray Cat Blues"
5. "Love In Vain"
6. "Prodigal Son"
7. "Midnight Rambler"
8. "Bitch"
9. "Can't You Hear Me Knockin'"
10. "Wild Horses"
11. "Honky Tonk Women"
12. "Satisfaction"
13. "Little Queenie"
14. "Brown Sugar"
15. "Street Fighting Man"

Bis: 
1. "Sympathy For The Devil"
2. "Let It Rock"

## Lista koncertów
| Data                     | Miasto              | Kraj    | Miejsce             |
| ------------------------ | ------------------- | ------- | ------------------- |
| 4 marca 1971 2 koncerty  | Newcastle upon Tyne | Anglia  | City Hall           |
| 5 marca 1971 2 koncerty  | Manchester          | Anglia  | Free Trade Hall     |
| 6 marca 1971 2 koncerty  | Coventry            | Anglia  | Coventry Theatre    |
| 8 marca 1971 2 koncerty  | Glasgow             | Szkocja | Greens Playhouse    |
| 9 marca 1971 2 koncerty  | Bristol             | Anglia  | Colston Hall        |
| 10 marca 1971 2 koncerty | Brighton            | Anglia  | Big Apple           |
| 12 marca 1971 2 koncerty | Liverpool           | Anglia  | Empire Theatre      |
| 13 marca 1971            | Leeds               | Anglia  | University of Leeds |
| 14 marca 1971 2 koncerty | Londyn              | Anglia  | Roundhouse          |